# Agro Chisinau
FC Agro Chisinau is een voormalige voetbalclub uit de Moldavische hoofdstad Chisinau, die werd opgericht op 5 maart 1990. De club speelde twaalf seizoenen op rij in de hoogste afdeling van het Moldavische profvoetbal, de Divizia Națională. In 2004 volgde degradatie, een jaar later werd de club opheven.

## Naamswijzigingen
- 1990—1992: Constructorul Chisinau
- 1992—1993: Constructorul-Agro Chisinau
- 1993—2004: Agro Chisinau
- 2004—2005: Agro-Goliador Chisinau

## Bekende (oud-)spelers
- Serghei Belous
- Valeriu Catinsus
- Boris Cebotari
- Serghei Epureanu
- Viorel Frunză
- Gheorghe Harea